# XIe législature de l'Assemblée régionale de Murcie
La XIe législature de l'Assemblée régionale de Murcie est un cycle parlementaire de l'Assemblée régionale de Murcie, d'une durée initiale de quatre ans, ouvert le 14 juin 2023 à la suite des élections du 28 mai 2023.

## Historique
La XIe législature s'ouvre le 14 juin 2023 sous la présidence d'Alberto Garre, de Vox, doyen de l'Assemblée, qui fait procéder à l'élection de la présidente. Visitación Martínez, députée du Parti populaire (PP), est élue au second tour en obtenant 21 voix contre 15 au candidat du PSOE, Alfonso Martínez Baños. Il y a également 8 votes blancs et 1 nul. Son élection est suivie de celle des deux vice-présidents et des deux secrétaires.

## Bureau
Le bureau de l'Assemblée régionale de Murcie rassemble le président, deux vice-présidents et deux secrétaires. Le président est élu à la majorité absolue des députés au premier tour, à la majorité simple au second entre les deux candidats ayant recueilli le plus grand nombre de suffrages lors du premier vote. Les vice-présidents et secrétaires sont élus à la majorité simple : les deux candidats qui obtiennent le plus grand nombre de voix sont proclamés élus.
| Poste                  | Titulaire             | Parti | Parti |
| ---------------------- | --------------------- | ----- | ----- |
| Présidente             | Visitación Martínez   |       | PP    |
| Premier vice-président | Miguel Ángel Miralles |       | PP    |
| Second vice-président  | Alfonso Martínez      |       | PSOE  |
| Première secrétaire    | Carmen Ruiz           |       | PP    |
| Seconde secrétaire     | Virginia Lopo         |       | PSOE  |

## Groupes parlementaires
Le règlement de l'Assemblée régionale de Murcie dispose que les députés issus d'une même candidature ont le droit de former un groupe parlementaire, à condition qu'il compte au moins 3 membres. Les députés appartenant à un même parti ne peuvent former de groupes parlementaires séparés. Les députés ne peuvent intégrer que le groupe parlementaire du parti politique pour lequel ils ont concouru aux élections. Les députés membres des candidatures n'ayant pas obtenu le nombre suffisant de députés pour constituer un groupe propre et les députés non membres du groupe parlementaire correspondant à leur parti sont intégrés au groupe mixte. Si l'effectif d'un groupe devient inférieur au seuil réglementaire au cours de la législature, ce groupe est alors dissous.
| Nom | Nom               | Début | Fin | Porte-parole                                  |
| --- | ----------------- | ----- | --- | --------------------------------------------- |
|     | Groupe populaire  | 21    |     | Joaquín Segado                                |
|     | Groupe socialiste | 13    |     | José Vélez                                    |
|     | Groupe Vox        | 9     |     | José Ángel Antelo Rubén Martínez (19/09/2023) |
|     | Groupe mixte      | 2     |     | María Marín                                   |

## Commissions parlementaires
| Commission                                                                                          | Président                | Parti | Parti |
| --------------------------------------------------------------------------------------------------- | ------------------------ | ----- | ----- |
| Commissions permanentes législatives                                                                |                          |       |       |
| Commission des Affaires générales et institutionnelles, de l'Union européenne et des Droits humains | Miguel Ángel Miralles    | PP    |       |
| Commission de l'Économie, des Finances et du Budget                                                 | Víctor Martínez-Carrasco | PP    |       |
| Commission de la Politique territoriale, de l'Environnement, de l'Agriculture et de l'Eau           | Antonio Martínez         | Vox   |       |
| Commission de l'Industrie, du Travail, du Commerce et du Tourisme                                   | Virginia Martínez        | Vox   |       |
| Commission de la Santé et de la Politique sociale                                                   | Antonio Martínez         | PP    |       |
| Commission de l'Éducation et de la Culture                                                          | Carlos Albaladejo        | PP    |       |
| Commission pour les personnes avec handicap (14/11/2023)                                            | Sonia Ruiz               | PP    |       |
| Commissions permanentes non-législatives                                                            |                          |       |       |
| Commission des Pétitions et de la Défense du citoyen                                                | Pascual Salvador         | Vox   |       |
| Commission du Statut des députés et de l'Activité politique                                         | Visitación Martínez      | PP    |       |
| Commissions spéciales ou d'enquête                                                                  |                          |       |       |
| Commission spéciale d'étude sur la lutte contre la pauvreté et l'exclusion sociale (30/10/2023)     | Carmen Pelegrín          | PP    |       |

## Gouvernement et opposition
| Candidat                  | Date                                      | Vote       |    |      |     |    | Résultat |  |  |  |  |  |  |  |  |  |  |  |  |  |  |  |  |
| Candidat                  | Date                                      | Vote       | PP | PSOE | Vox | UP | Résultat |  |  |  |  |  |  |  |  |  |  |  |  |  |  |  |  |
| Fernando López Miras (PP) | 7 juillet 2023 (majorité absolue requise) | Oui        | 21 |      |     |    | 21 / 45  |  |  |  |  |  |  |  |  |  |  |  |  |  |  |  |  |
| Fernando López Miras (PP) | 7 juillet 2023 (majorité absolue requise) | Non        |    | 13   | 9   | 2  | 24 / 45  |  |  |  |  |  |  |  |  |  |  |  |  |  |  |  |  |
| Fernando López Miras (PP) | 7 juillet 2023 (majorité absolue requise) | Abstention |    |      |     |    | 0 / 45   |  |  |  |  |  |  |  |  |  |  |  |  |  |  |  |  |
| Fernando López Miras (PP) |                                           |            |    |      |     |    |          |  |  |  |  |  |  |  |  |  |  |  |  |  |  |  |  |
| Fernando López Miras (PP) | 10 juillet 2023 (majorité simple)         | Oui        | 21 |      |     |    | 21 / 45  |  |  |  |  |  |  |  |  |  |  |  |  |  |  |  |  |
| Fernando López Miras (PP) | 10 juillet 2023 (majorité simple)         | Non        |    | 13   | 9   | 2  | 24 / 45  |  |  |  |  |  |  |  |  |  |  |  |  |  |  |  |  |
| Fernando López Miras (PP) | 10 juillet 2023 (majorité simple)         | Abstention |    |      |     |    | 0 / 45   |  |  |  |  |  |  |  |  |  |  |  |  |  |  |  |  |

| Candidat                  | Date                                        | Vote       |    |      |     |    | Résultat |
| Candidat                  | Date                                        | Vote       | PP | PSOE | Vox | UP | Résultat |
| Fernando López Miras (PP) | 7 septembre 2023 (majorité absolue requise) | Oui        | 21 |      | 9   |    | 30 / 45  |
| Fernando López Miras (PP) | 7 septembre 2023 (majorité absolue requise) | Non        |    | 13   |     | 2  | 15 / 45  |
| Fernando López Miras (PP) | 7 septembre 2023 (majorité absolue requise) | Abstention |    |      |     |    | 0 / 45   |

## Désignations

### Sénateurs
| Parti | Parti | Sénateurs désignés                  | Voix |
| ----- | ----- | ----------------------------------- | ---- |
| PP    |       | José Ramón Díez de Revenga Albacete | 21   |
| PSOE  |       | María Dolores Flores García         | 15   |

- Désignation : 18 octobre 2023.